# Зозуля санта-геленська
Зозуля санта-геленська (Nannococcyx psix) — вимерлий вид зозулеподібних птахів родини зозулевих (Cuculidae), що був ендеміком острова Святої Єлени в Атлантичному океані. Це єдиний представник монотипового роду Санта-геленська зозуля (Nannococcyx).

## Опис
Вид відомий лише за фрагментом правої плечової кістки довжиною 14,2 мм, знайденим в 1970 році Джоном Вільямом Бейлі на сході острова. Вид був науково описаний у 1975 році Сторрсом Лавджєм Олсоном. Плечова кістка птаха була меншою, ніж плечові кістки інших дідриків (Chrysococcyx). Однак, можливо, санта-геленська зозуля мала великі розміри і редуковані крила, як, наприклад, це було у санта-геленського одуда, іншого вимерлого птаха з цього ж острова. Санта-геленська зозуля, імовірно, жила в лісі і вимерла у 18 столітті внаслідок знищення природного середовища.